# ГЕС Krông H'năng
ГЕС Krông H'năng — гідроелектростанція у центральній частині В'єтнаму. Використовує ресурс із річки Krông H'năng, правої притоки Ба (впадає у Південнокитайське море біля міста Туйхоа).
У межах проєкту річку перекрили земляною греблею висотою 49 метрів, довжиною 1095 метрів та шириною по гребеню 10 метрів. Вона утримує водосховище з площею поверхні 13,4 км2 та об'ємом 165,8 млн м3 (корисний об'єм 108,5 млн м3), в якому припустиме коливання рівня поверхні у операційному режимі між позначками 243 та 255 метрів НРМ (у випадку повені останній показник може зростати до 256 метрів НРМ).
Зі сховища ресурс через канал довжиною 0,4 км подається до водозабору, від якого починається прокладений через правобережний масив дериваційний тунель довжиною 2 км з діаметром 5 метрів. По завершенні він переходить у напірний водовід довжиною 0,3 км з діаметром 4 метри. У системі також працює запобіжний балансувальний резервуар шахтно-баштового типу з діаметром наземної частини 11 метрів.
Наземний машинний зал обладнали двома турбінами типу Френсіс загальною потужністю 64 МВт, які при напорі у 108 метрів забезпечують виробництво 250 млн кВт·год електроенергії на рік.
Відпрацьована вода по відвідному каналу довжиною 0,2 км повертається у Krông H'năng та прямує до устя останньої, розташованого на ділянці водосховища ГЕС Ба-Ха.
Видача продукції відбувається по ЛЕП, розрахованій на роботу під напругою 110 кВ.